# Aydamir al-Jildaki
Aydamir al-Jildaki (in arabo أيدمر الجلدكي‎?; fl. XIV secolo) è stato un alchimista e scrittore egiziano del XIV secolo.

## Biografia
Nato probabilmente nel ventennio tra il 1307 e il 1327 nel Sultanato mamelucco d'Egitto, al-Jildaki era discendente di mamelucchi turchi. Molto poco si sa tuttavia della sua vita, poiché quasi nessuna fonte al riguardo a noi è pervenuta; visse a Damasco e al Cairo, morendo probabilmente nella seconda parte del XIV secolo.

## Opere
- Kašf al-asrār lil-afhām, opera giovanile di commento a un poema di ‘Abd al-‘Azīz bin Tammām al-‘Irāqī;[1]
- Miṣbāḥ fī asrār ‘ilm al-miftāḥ;
- Kitāb al-Burhān fī asrār ‘ilm al-mīzān.